# Protopolybia
Protopolybia är ett släkte av getingar. Protopolybia ingår i familjen getingar.

## Dottertaxa tillProtopolybia, i alfabetisk ordning[1]
- Protopolybia acutiscutis
- Protopolybia alvarengai
- Protopolybia amarella
- Protopolybia bella
- Protopolybia biguttata
- Protopolybia bituberculata
- Protopolybia cameranii
- Protopolybia chanchamayensis
- Protopolybia chartergoides
- Protopolybia duckeiana
- Protopolybia emortualis
- Protopolybia exigua
- Protopolybia fuscata
- Protopolybia holoxantha
- Protopolybia iheringi
- Protopolybia laboriosa
- Protopolybia minutissima
- Protopolybia nitida
- Protopolybia pallidibalteata
- Protopolybia panamensis
- Protopolybia perfulvula
- Protopolybia picteti
- Protopolybia rotundata
- Protopolybia rubrithorax
- Protopolybia rugulosa
- Protopolybia scutellaris
- Protopolybia sedula
- Protopolybia steinbachi
- Protopolybia weyrauchi
- Protopolybia wheeleri